# Corfebol nos Jogos Mundiais de 2013
As competições do corfebol nos Jogos Mundiais de Cali-2013 ocorreram entre os dias 31 Julho a 4 de Agosto. Por ser um esporte coletivo misto, apenas um evento foi disputado.

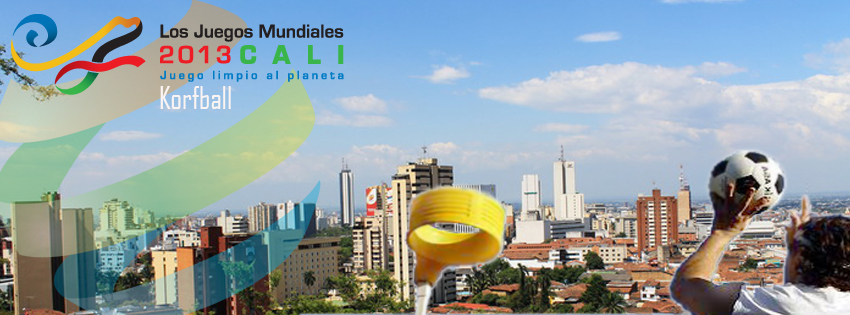
Poster de divulgação do evento

## Equipes Participantes
| Torneio Classificatório                | Quantidade Classificadas | Equipes Classificadas (Res. no Mundial) |
| -------------------------------------- | ------------------------ | --- |
| Campeonato Mundial de Corfebol de 2011 | 8                        | Países Baixos(1.) · Bélgica (2.) · Taiwan (3.) · Reino Unido (4.) · Catalunha (5.) · Alemanha (6.) · Portugal (7.) · Chéquia (8.) · Rússia (13.) (equipe convidada) |

## Torneio

### Fase de Grupos

#### Grupo A
| 31 de julho   |         |           |             |      |
|               |         |           |             |      |
| Países Baixos | 38 - 18 | (22 - 10) | Portugal    | info |
| Chéquia       | 18 - 17 | (6 -11)   | Reino Unido | info |

| 1 de agosto   |         |           |             |      |
|               |         |           |             |      |
| Países Baixos | 39 - 19 | (21 - 8)  | Reino Unido | info |
| Chéquia       | 18 - 21 | (10 - 12) | Portugal    | info |

| 2 de agosto            |         |           |          |      |
|                        |         |           |          |      |
| Países Baixos          | 42 - 19 | (15 - 10) | Chéquia  | info |
| Inglaterra Reino Unido | 17 - 20 | (8 - 8)   | Portugal | info |

| Posição | País          | Jogos | Vitórias | Empates | Derrotas | Tentos a Favor | Tentos a Contra | Saldo | Pontuação |
| ------- | ------------- | ----- | -------- | ------- | -------- | -------------- | --------------- | ----- | --------- |
| 1.      | Países Baixos | 3     | 3        | 0       | 0        | 119            | 56              | +63   | 9         |
| 2.      | Portugal      | 3     | 2        | 0       | 1        | 59             | 73              | −14   | 6         |
| 3.      | Chéquia       | 3     | 1        | 0       | 2        | 55             | 80              | −25   | 3         |
| 4.      | Reino Unido   | 3     | 0        | 0       | 3        | 53             | 77              | −24   | 0         |

#### Grupo B
| 31 de julho |         |          |          |      |
|             |         |          |          |      |
| Bélgica     | 30 - 15 | (14 - 9) | Rússia   | info |
| Taiwan      | 22 - 15 | (10 - 8) | Alemanha | info |

| 1 de agosto |         |           |          |      |
|             |         |           |          |      |
| Bélgica     | 26 - 21 | (11 - 10) | Taiwan   | info |
| Rússia      | 15 - 19 | (5 - 14)  | Alemanha | info |

| 2 de agosto |         |          |          |      |
|             |         |          |          |      |
| Taiwan      | 24 - 20 | (15 - 9) | Rússia   | info |
| Bélgica     | 33 - 7  | (20 - 4) | Alemanha | info |

| Posição | País     | Jogos | Vitórias | Empates | Derrotas | Tentos a Favor | Tentos a Contra | Saldo | Pontuação |
| ------- | -------- | ----- | -------- | ------- | -------- | -------------- | --------------- | ----- | --------- |
| 1.      | Bélgica  | 3     | 3        | 0       | 0        | 89             | 43              | +46   | 9         |
| 2.      | Taiwan   | 3     | 2        | 0       | 1        | 67             | 61              | +6    | 6         |
| 3.      | Alemanha | 3     | 1        | 0       | 2        | 41             | 70              | −29   | 3         |
| 4.      | Rússia   | 3     | 0        | 0       | 3        | 50             | 73              | −23   | 0         |

### Play-offs

#### Disputa do 5o ao 8o Lugar
| 3 de agosto |         |           |             |      |
|             |         |           |             |      |
| Alemanha    | 16 - 17 | (10 - 11) | Reino Unido | info |
| Chéquia     | 21 - 28 | (12 - 15) | Rússia      | info |

##### Disputa pelo 7o Lugar
| 4 de agosto |         |           |          |      |
|             |         |           |          |      |
| Chéquia     | 27 - 26 | (12 - 13) | Alemanha | info |

##### Disputa pelo 5o Lugar
| 4 de agosto |         |         |             |      |
|             |         |         |             |      |
| Rússia      | 14 - 19 | (7 - 9) | Reino Unido | info |

#### Semi-finais
| 3 de agosto   |         |          |          |      |
|               |         |          |          |      |
| Bélgica       | 29 - 9  | (16 - 6) | Portugal | info |
| Países Baixos | 40 - 14 | (18 - 4) | Taiwan   | info |

#### Disputa pelo 3o Lugar
| 4 de agosto |         |          |          |      |
|             |         |          |          |      |
| Taiwan      | 18 - 14 | (10 - 7) | Portugal | info |

#### Final
| 4 de agosto   |         |          |         |              |
|               |         |          |         |              |
| Países Baixos | 25 - 19 | (13 - 7) | Bélgica | info1 info 2 |

### Classificação Final
| Pos. | País          |
| ---- | ------------- |
|      | Países Baixos |
|      | Bélgica       |
|      | Taiwan        |
| 4.   | Portugal      |
| 5.   | Reino Unido   |
| 6.   | Rússia        |
| 7.   | Chéquia       |
| 8.   | Alemanha      |